# Angéla Németh
Angéla Németh-Ránky (Boedapest, 18 februari 1946 – aldaar, 5 augustus 2014) was een Hongaarse atlete, die gespecialiseerd was in het speerwerpen. Ze werd olympisch kampioene, Europees kampioene en Hongaars kampioene in deze discipline. Ook nam ze tweemaal deel aan de Olympische Spelen en won hierbij één medaille, de gouden. Zij is hiermee de enige Hongaarse atlete die ooit olympisch kampioene werd op een werpnummer. 

## Biografie
In 1968 boekte Németh haar eerste succes door met 55,74 m het onderdeel speerwerpen te winnen bij de Hongaarse kampioenschappen. Later dat jaar vertegenwoordigde ze Hongarije op de Olympische Spelen van Mexico-Stad. Net als vier jaar eerder nam de Roemeense titelverdedigster Mihaela Peneş vanaf haar eerste worp de leiding in de wedstrijd. Angéla Németh wierp bij haar tweede poging 60,36 ver. Hiermee was zij de eerste en enige -naar later zou blijken- die over de zestig meter gooide en dit bleek genoeg om de wedstrijd te winnen. Ze versloeg hiermee Mihaela Peneş (zilver; 59,92) en de Oostenrijks regerend kampioene Eva Janko (brons; 58,04).
Na haar huwelijk nam ze in 1969 als Angéla Ránky deel aan de Europese kampioenschappen in Athene. Met 59,76 won ze voor haar landgenote Magdolna Vidos. Twee jaar later op de EK van 1971 moest ze met 57,44 en een vierde plaats genoegen nemen. Op de Olympische Spelen van 1972 in München was haar 53,48 niet voldoende om zich te kwalificeren voor de finale. Haar beide landgenotes Mária Kucserka en Magdolna Vidos, van wie de laatste inmiddels was getrouwd en deelnam onder de naam Magda Paulányi, wisten zich wel te plaatsen voor de finale, maar bleven buiten de medailles.
Angéla Németh was aangesloten bij TFSE en BEAC.
Németh overleed in 2014 aan de gevolgen van een ernstige ziekte.

## Titels
- Olympisch kampioene speerwerpen - 1968
- Europees kampioene speerwerpen - 1969
- Hongaars kampioene speerwerpen - 1968, 1969, 1971

## Persoonlijk record
| Onderdeel   | Prestatie | Datum        | Plaats    |
| ----------- | --------- | ------------ | --------- |
| speerwerpen | 60,58 m   | 28 juni 1969 | Boedapest |

## Palmares

### speerwerpen
- 1968:  Hongaarse kamp. - 55,74 m
- 1968:  OS - 60,36 m
- 1969:  Hongaarse kamp. - 56,54 m
- 1969:  EK - 59,76 m
- 1971:  Hongaarse kamp. - 59,44 m
- 1971: 4e EK - 57,44 m

1932: Babe Zaharias ·
1936: Tilly Fleischer ·
1948: Herma Bauma ·
1952: Dana Zátopková ·
1956: Inese Jaunzeme ·
1960: Elvīra Ozoliņa ·
1964: Mihaela Peneș ·
1968: Angéla Németh ·
1972: Ruth Fuchs ·
1976: Ruth Fuchs ·
1980: María Colón ·
1984: Tessa Sanderson ·
1988: Petra Felke ·
1992: Silke Renk ·
1996: Heli Rantanen ·
2000: Trine Hattestad ·
2004: Osleidys Menéndez ·
2008: Barbora Špotáková ·
2012: Barbora Špotáková ·
2016: Sara Kolak ·
2020: Liu Shiying ·
2024: Haruka Kitaguchi